# اردوگاه جرش
اردوگاه جرش (به عربی: مخیم جرش) یک منطقهٔ مسکونی در اردن است که در استان جرش واقع شده است. اردوگاه جرش ۰٫۷۵ کیلومتر مربع مساحت و ۲۹٬۰۰۰ نفر جمعیت دارد.